# Japania trachyphloia
Japania trachyphloia är en stekelart som beskrevs av Lin 1994. Japania trachyphloia ingår i släktet Japania och familjen hårstrimsteklar. Inga underarter finns listade i Catalogue of Life.